# ボタンカメレオン
ボタンカメレオン（Furcifer verrucosus）は、爬虫綱有鱗目カメレオン科フサエカメレオン属に分類されるトカゲ。別名スパイニーカメレオン、ベルコサスカメレオン。

## 分布
マダガスカル南部から西部

## 形態
全長約20-56cm。メスよりもオスの方が大型になる。体色は灰色や褐色が中心。皮膚には丸い大型鱗が混じる。種小名verrucosusは「疣（いぼ）のある」の意で、この大型鱗に由来すると思われ英名（Warty＝疣のある）と同義。またこの大型鱗がボタンのように見えることが和名の由来。正中線上には鋭く大型の棘状の鱗（クレスト）が並び、英名（Spiny＝棘のある）の由来となっている。
オスの方がトサカやクレストが発達する。

## 生態
砂漠やサバンナの乾燥した森林に生息する。基本的に樹上で生活を行う。
食性は動物食で、主に昆虫類や節足動物等を食べる。大型の個体は他のカメレオンを含む小型爬虫類も食べる。
繁殖形態は卵生で、1回に30-50個の卵を1-2回に分けて土中に産む。

## 人間との関係
ペットとして飼育されることもあり、日本にも輸入されている。主に野生個体が流通しているが、マダガスカルの動物の輸出は減少傾向にあるので今後は流通量が減少していくと思われる。元々乾燥地帯に生息するため乾燥に強く飼育が難しいとされるカメレオンの中では丈夫な方だが、野生個体は体内に寄生虫を持つので駆虫を行う必要がある。